# Kalemie
Kalemie é uma cidade na costa ocidental do lago Tanganica, na República Democrática do Congo. É a capital da província de Tanganhica. Segundo estimativa para 2010, tem 92.400 habitantes.